# Sony Xperia 1 IV
Das Sony Xperia 1 IV ist ein Android-Smartphone, entwickelt und produziert von Sony. Am 11. Mai 2022 wurde es als Nachfolger des bisherigen Flaggschiffs der Xperia-Reihe, dem Sony Xperia 1 III, offiziell vorgestellt. Seit Mitte Juni 2022 ist es in Europa erhältlich.

## Design
Das Xperia 1 IV führt das charakteristische Design der Vorgänger Xperia 1 II und Xperia 1 III fort. Bedingt durch das Seitenverhältnis des Bildschirms von 21:9 sind die Geräte zwar ähnlich lang wie vergleichbare Smartphones, dabei aber deutlich schmaler. Vorder- und Rückseite des Gerätes sind aus Corning Gorilla Glas Victus. Das Glas der Rückseite hat eine matte, stumpfe Oberfläche. Die Frontkamera sitzt in einem schmalen Rahmen oberhalb des Bildschirms. Dadurch konnte eine „Notch“ bzw. ein „Pinhole“ vermieden werden.

## Technische Daten

### Hardware
Als SoC ist Qualcomms Snapdragon 8 Gen 1 verbaut. Unterstützt wird er von 12 GB Arbeitsspeicher. Der interne Speicher von 256 GB kann per microSD erweitert werden. International ist auch 512 GB interner Speicher verfügbar, welcher ebenfalls per microSD erweitert werden kann. Zusätzlich zum SIM-Karten-Einschub verbaut Sony in der Xperia 1 Modellreihe nun erstmals eine eSIM. Kabelloses Laden wird einschließlich Reverse Wireless Charging unterstützt. Der Akku fasst 5000 mAh.
Das 6,5 Zoll OLED-Display im Seitenverhältnis 21:9 bietet 4K-HDR bei einer Bildwiederholrate von bis zu 120 Hz.
Eher ungewöhnlich in der heutigen Zeit sind Ausstattungsdetails wie Benachrichtigungs-LED, erweiterbarer Speicher und 3,5mm Klinkenbuchse für Kopfhörer.

### Software
Das Smartphone wird mit Android 12 ausgeliefert und kann auf Android 13 und 14 aktualisiert werden. Sony setzt erneut auf sein Xperia-UI, welches sich nur geringfügig vom Stock-Android unterscheidet.

### Kamera
Sony hat insgesamt vier Kameramodule verbaut. Alle Kameras haben eine Auflösung von 12 MP und erlauben 4K-HDR-Videoaufnahmen mit 120 Bildern pro Sekunde.

#### Triple-Kamera auf der Rückseite
Alle Brennweiten-Angaben im Folgenden sind als kleinbild-äquivalent zu verstehen.
Ultraweitwinkelobjektiv mit 16 Millimeter Brennweite und Lichtstärke F2.2.
Weitwinkelobjektiv mit optischer Bildstabilisierung, 28 Millimeter Brennweite und Lichtstärke F1.7.
Telezoom mit optischer Bildstabilisierung und Periskop-Technologie. Die Brennweite kann von 85 bis 125 Millimeter stufenlos eingestellt werden (optischer Zoom). Die Lichtstärke beträgt bei 85 mm F2.3, bei 125 mm F2.8.

#### Frontkamera
Weitwinkelobjektiv mit 83° Bildwinkel und Lichtstärke F2.0.
Für Videoaufnahmen gibt es zwei Apps mit professionellem Anspruch: Video Pro, das Videoaufnahmen mit umfangreichen manuellen Einstellmöglichkeiten ermöglicht, und Cinema Pro, das professionelle Aufnahmen im Seitenverhältnis 21:9 ermöglicht. Für professionelle Fotoaufnahmen gab es bei den Vorgängermodellen eine Photo Pro App. Die zusätzlichen Pro-Funktionen wurden in die bereits vorinstallierte Kamera App integriert. Sie erreicht man durch Wechsel von der klassischen Betriebsart in die Einstellungen „AUTO“ (Programmautomatik mit Szenenerkennung), „P“ (Programmautomatik), „S“ (Verschlusszeitpriorität) oder „M“ mit einer komplett manuellen Einstellung.

## Kritik
Nachdem die ersten Geräte ausgeliefert waren, häuften sich Nutzerberichte über ein „Überhitzungsproblem“. Bei längerer Nutzung unter hoher Prozessorbelastung, aber auch schon nach wenigen Minuten des Fotografierens oder Filmens erscheine eine Hitzewarnung. Ignoriere man diese, führe das nach kurzer Zeit zur Reduzierung der Bildschirmfrequenz, zum Stoppen der aktuellen Anwendung oder gar zu einem Absturz des Systems.